# Primitivo Rodríguez Gordillo
Primitivo Rodríguez Gordillo (Medina de las Torres (Badajoz), 25 d'abril de 1945 - Madrid, 3 de setembre de 2018) va ser un productor, distribuïdor, exhibidor, guionista, director, professor universitari, investigador, escriptor i empresari espanyol, centrat en el món del cinema.

## Formació acadèmica
Després d'aconseguir una beca, es va desplaçar a França, on va tenir l'oportunitat de treballar com a becari en diverses institucions gal·les: la UNESCO, la Ràdio Televisió Francesa (RTF), l'Ecole Practique de Hautes Etudes, totes elles a París, i posteriorment en altres centres situats a: Nancy, Lió, Bordeus i Saint Etienne.
Llicenciat en Filologia Romànica, en la Universitat de Santiago de Compostel·la, Allí va realitzar la seva tesi doctoral sobre "Imatge i realitat en Robbe-Grillet", i va fer classe a l'Institut de Ciències de l'Educació de la Universitat compostel·lana (1970-1975). Va continuar la seva formació acadèmica, realitzant una diplomatura en Cinematografia a la Universitat de Valladolid i un graduat a l'Escola Oficial de Periodisme de Madrid. I finalment, es va llicenciar a la facultat de Ciències de la Informació, a la Universitat Complutense (Madrid).

## La seva estreta relació amb el cinema
A Madrid va desenvolupar la seva activitat professional centrada en el món cinematogràfic. Va començar com a realitzador cinematogràfic en el NO-DO (1977-1979), però dos anys després va ser nomenat director general de Cinespaña (1979-1982), des d'on va realitzar una intensa labor de promoció del cinema espanyol.
El 1982, ja com a empresari i productor, va crear l'empresa Videokine i la Societat de Promocions i Estudis Cinematogràfics SA (PRECISA) per a l'exhibició del cinema. Després de l'experiència aconseguida per áquel llavors, es va llançar a crear diverses societats d'exhibició en cinemes, pròxims a la capital d'Espanya: Alcalá Multicines, Las Rozas Multicines, Las Palmas Multicines, i El Escorial Multicines.
Com a productor de pel·lícules, va participar a Licántropo (1996), i la sèrie de naturalesa, de cinc capítols: Ojos Salvajes (2010), entre d'altres.
Va morir el 3 de setembre de 2018 a conseqüència d'un càncer, al qual s'havia enfrontat durant els últims anys.

## Càrrecs, nomenaments i associacions a les quals va pertànyer
- Director del Cine Club del Col·legi Major La Estila (Santiago de Compostel·la)
- Director del Cine Club del Col·legi Major Monterols (Barcelona)
- Director General de Cinespaña (1979-1982)
- Director d'Europa Press Televisión (1986-1989)
- President de la Societat d'Empresaris de Cinema d'Espanya, SECIES (1999)
- President de la Federació d'Entitats d'Empresaris de Cinema d'Espanya, FEECE (2001)
- President de la Fundació per al Foment del Cinema i la Cinematografia
- Membre de l'Acadèmia Espanyola d'Arts i Ciències Cinematogràfiques
- Membre de l'European Film Academy

## Premis i reconeixements
Medalles del Cercle d'Escriptors Cinematogràfics
| Any  | Categoria                    | Resultat  |
| ---- | ---------------------------- | --------- |
| 2017 | Labor de promoció del cinema | Guanyador |

- Orde de Louis Lumiére
- Premi d'Honor d'una trajectòria humanística (Associació CinemaNet, 2017)